# Mezilečí
Mezilečí – czeska gmina, która się znajduje w powiecie Náchod, wzdłuż Potoku Válovickiego, blisko drogi z miasta Česká Skalice do Úpice.

## Geografia i przyroda

### Położenie
Większość gminy położona jest w malowniczej dolinie wzdłuż Mezileczskiego (Długiego) potoku. Ten jest wraz z innym bezimiennym potokiem początkiem Potoku Válovickiego. Na północy w okolicy górki Smiřická stráň graniczy z gminami Maršov u Úpice oraz Libňatov, którego się dotyka także na północny wschód. Następnie przechodzi w gminę katastralną Křižanov, która jest częścią gminy Hořičky i tworzy też wschodnią granicę Mezilečí. Na wschodnich zboczach lasu Vejroviny przechodzi teren gminy katastralnej Křižanov w obszar Chlístova, który dotyka się gminy również od strony południowo-wschodniej, i to wzdłuż Potoku Válovickiego. Ostatnią gminą, z którą Mezilečí ma wspólne granice, są od południa i zachodu Brzice oraz ich część Proruby.

### Powierzchnia
Mezilečí składa się z dwóch gmin katastralnych (Mezilečí 438,7001 ha, Posadov 81,0979 ha) i jego powierzchnia wynosi 519,7973 ha.

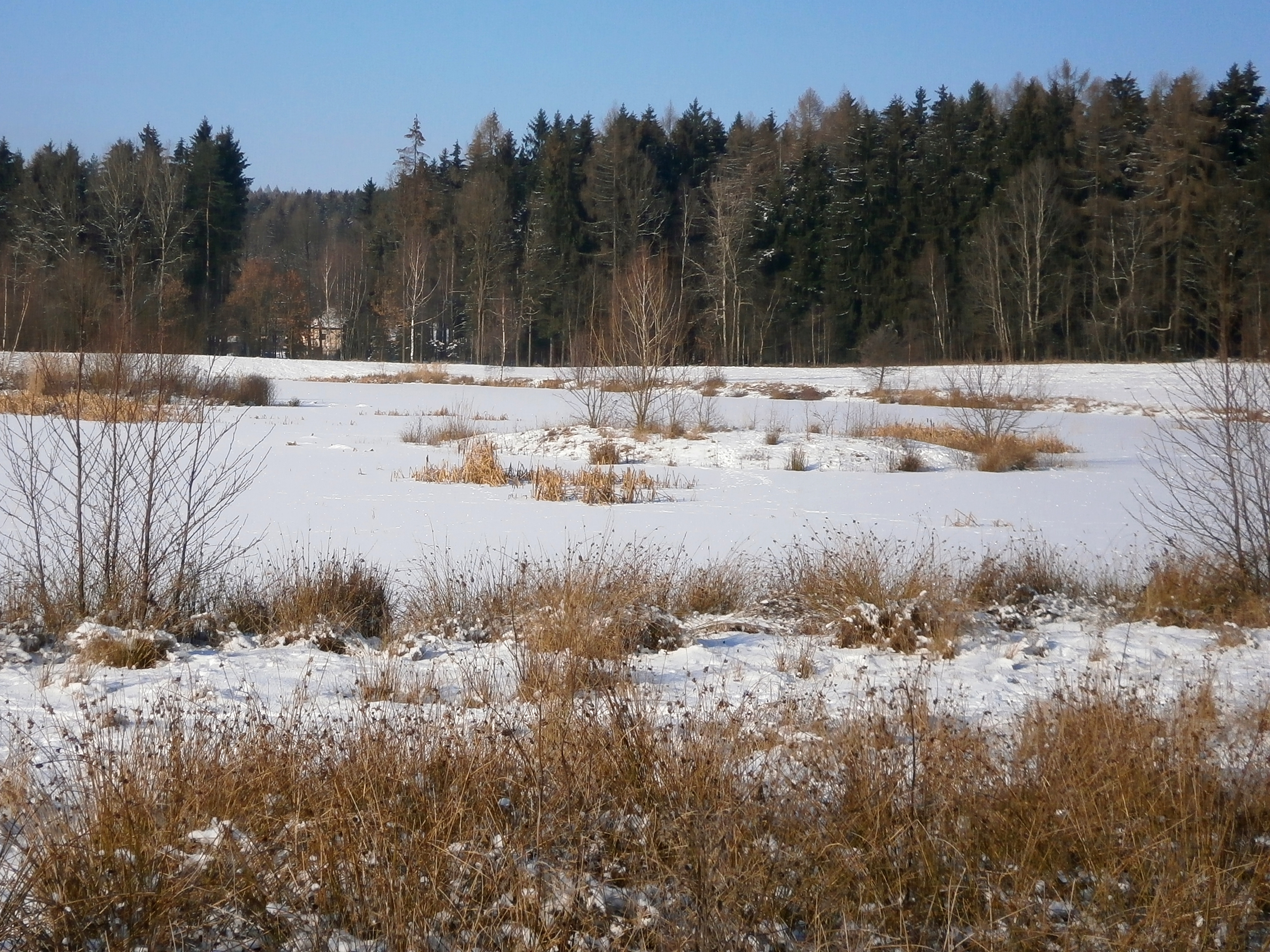
Staw "Chmelařův rybník" przy drodze do Prorub

### Hydrologia
Gmina leży w dorzeczu Úpy. Najważniejszym jej ciekiem jest Válovický potok wraz z jego bezimiennymi dopływami. Największym zbiornikiem wodnym na terenie gminy jest Chmelařův rybník.

### Geomorfologia i geologia
Teren gminy znajduje się jak i jej okolica w południowej części Wyżyny Podkarkonoskiej. Geomorfologicznie leży na południowym wschodzie Podgórza Karkonoskiego, lub raczej jego części zwanej Kocléřovský hřbet, a od północnego zachodu w kierunku zachodnim ciągnie się jej częściowy grzbiet zwany Hořičský hřbet, którego najwyższy szczyt, Liščí hora (609 m n.p.m.), jest położony w pobliżu gminy Hajnice. Podobnie i inne szczyty tego przedziału pomiędzy pofałdowanym rejonem Podkarkonosza i płaską Płytą Czeską – Kopna (582 m n.p.m.) i Smiřická stráň (569 m n.p.m.) – znajdują się poza terenem wsi.
Dolina wzdłuż potoku, gdzie leży Mezilečí, jest zbudowana z gruntowych osad holoceńskich pochodzenia rzecznego (gliny, piaski, żwir). Większość wsi zawierają górnokredowe margle piaszczyste, iłowce wapniste oraz spongiolity, zwłaszcza na północ w kierunku lasu Barchoviny. Osady te są pochodzenia morskiego i pochodzą głównie z niższego i średniego turonu. Wokół osady Pustiny, w miejscu zw. U stavu (483 m n.p.m.), w kierunku lasu Vejroviny oraz gminy Hořičky można znaleźć wiele słodkowodnych reliktów trzeciorzędowych (piaszczystych żwirów i piasków, lokalnie z blokami piaskowca kwarcowego oraz z wkładkami iłowców fluwialnych. W kierunku górki Smiřická stráň są ponadto górnokredowe margłe piaszczyste oraz spongiolity, które przechodzą w teren cenomańskich piaskowców kwarcowych, ilastych oraz glaukonitowych.

## Demografia

### Liczba ludności
| Rok                                           | 1843  | 1869    | 1880    | 1890    | 1900    | 1910    | 1921    | 1930    | 1950    | 1961    | 1970    | 1980    | 1991    | 2001    |
| --------------------------------------------- | ----- | ------- | ------- | ------- | ------- | ------- | ------- | ------- | ------- | ------- | ------- | ------- | ------- | ------- |
| Liczba ludności (cała gmina/samotne Mezilečí) | -/435 | 527/440 | 468/369 | 440/344 | 400/319 | 362/285 | 330/268 | 286/237 | 232/181 | 188/149 | 159/126 | 175/148 | 139/116 | 139/119 |

Źródło: Czeski Urząd Statystyczny

### Liczba domów
| Rok                                        | 1843 | 1869  | 1880  | 1890  | 1900  | 1910  | 1921  | 1930  | 1950  | 1961  | 1970  | 1980  | 1991  | 2001  |
| ------------------------------------------ | ---- | ----- | ----- | ----- | ----- | ----- | ----- | ----- | ----- | ----- | ----- | ----- | ----- | ----- |
| Liczba domów (cała gmina/samotne Mezilečí) | -/61 | 88/68 | 90/70 | 93/74 | 89/70 | 92/73 | 90/71 | 83/64 | 81/63 | 63/63 | 55/42 | 49/39 | 71/54 | 72/56 |

Źródło: Czeski Urząd Statystyczny

## Historia
Wieś została pierwotnie nazwana Mezleč (pochodzi od czeskich słów mezi = między i léč = miejsce, gdzie odbywa się część wspólnego polowania, i z tego niem. Mesletsch oraz Mezletsch). Od XIX w. używana jest obecna nazwa, ale oryginalna nazwa jest wykorzystana przez miejscową ludność do dziś.
W drugiej połowie XV w. rządził gminą oraz jej okolicą ród szlachecki Smirzickich ze Smirzic. 7 września 1495 r. na krótko przed śmiercią pozostawił bezdzietny Hašek Střížek z Lužan cały majątek dla żony Lidmiborze z Valečova, która go w tym samym roku zapisała dla Katarzyny z Valečova, Elżbiety z Valečova oraz Lidmili z Valečova, swych sióstr, w celu uniknięcia temu, że majątek dostaje się w ręce króla w ramach kaduku. Dokument ten jest również pierwszą pisemną wzmianką o gminie.
W 1498 r. kupił Mikuláš młodszy Trčka z Lípy na Lichtenburce za 6000 kop groszów czeskich dobra smirzickie z 17 wsiami od dziedziców Valečovskich oraz ich małżonków.
Szlachcic ten rządził całą posiadłością aż do 1516 r., kiedy majątek na krótko opanowała Johanka Kroměšínová z Březovic, wdowa po Mikołaju starszym Trčkowi z Lípy, wujku poprzedniego właściciela. Na krótko przed swoją śmiercią podzieliła go między swoich synów. Tak zostali właścicieli dóbr smirzickich Jan, Vilém, Jindřich, Herkul, Zdeněk oraz Mikuláš Trčkovie z Lípy.
Pięć lat później umarli bracia Jan, Vilém oraz Jindřich Trčkovie z Lípy i w 1532 r. szedł za nimi Herkul Trčka z Lípy. W następnym roku majątek został podzielony na dwie części. Część z gminą Mezilečí otrzymał Mikuláš Trčka z Lípy.
Mikuláš Trčka z Lípy zmarł w 1540 r. i nowym posiadaczem majątku został Vilém Trčka z Lípy a na Veliši, który w 1549 r. połączył obie części w jedną całość. 20 lat później jednak zmarł i to doprowadziło do nowego podziału dóbr smirzickich. Mezilečí wraz z miasteczkem Smiřice oraz jego okolicą otrzymała wdowa Barbora z Bibrštejna, druga połowa przypadła siostrze Veronice i jej dzieciom.

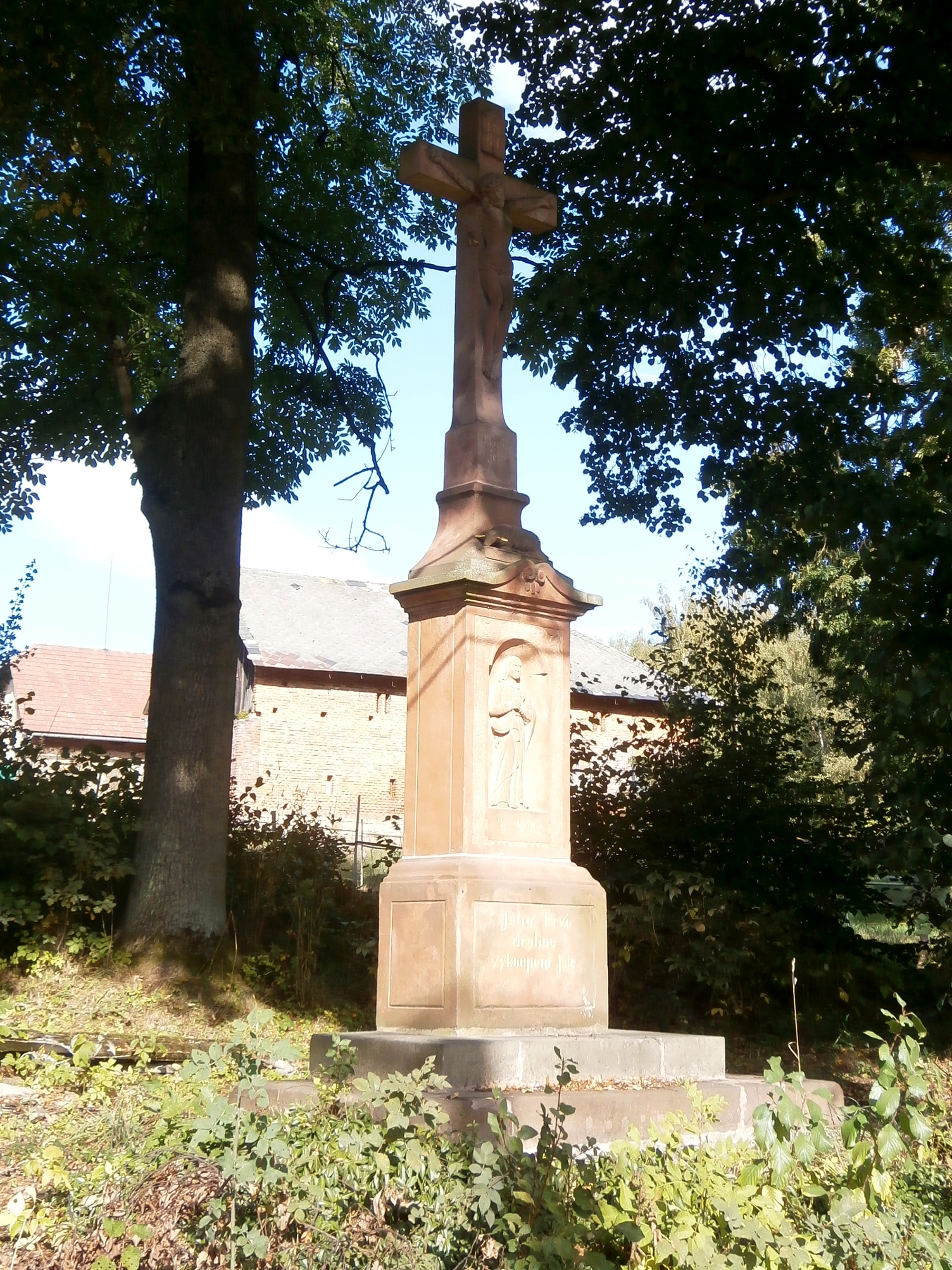
Kamienny krzyż przeciwko urzędu gminy

Barbora z Bibrštejna bardzo dbała o rozkwit swoich dóbr i wiele wspierała sierót i ubogich. Po jej śmierci staje się właścicielem majątku smirzickiego Jan Jetřich starszy ze Žerotína, jej drugi mąż. Ale testament Barbary przyniósł bardzo wielki spór między Janem Jetřichem i Burianem, Jaroslavem († 1588) oraz Mikołajem Trčką z Lípy. W 1588 r. Sąd Ziemski tymczasowo zniósł właścicielstwo Jana Jetřicha starszego ze Žerotína i ustalił administratorów dóbr smirzickich Viléma z Valdštejna na Heřmanicach oraz Adama Zilvara z Pilníkov i na Žirczu.
Po rozliczeniu pozostał Jan Jetřich starszy ze Žerotína właścicielem połowy dóbr smirzickich, reszta została majątkiem Buriana i Mikołaja Trčków z Lípy, którzy w 1590 r. cały majątek zapisali Vilému Trčkowi z Lípy i Kryštofu Jaroslawowi Trčkowi z Lípy, resp. ich opiekunem Johance Trčkowej ze Žerotína i na Opocznie, Mikołaju Trčkowi z Lípy na Nowym Želiwie oraz Jiříku hrabiemu z Gutšteina.
Połączenie to trwa do 1634 r., kiedy umiera Jan Rudolf Trčka z Lípy i dla podejrzenia, że współpracował ze swoim synem Adamem Erdmanem Trčką z Lípy na powstaniu przeciwko cesarzowi, zostały dobra smirzickie skonfiskowane. W następnym roku zostali jego administratorami komisarzowie Bernard Hysrle a Jan Krydel.

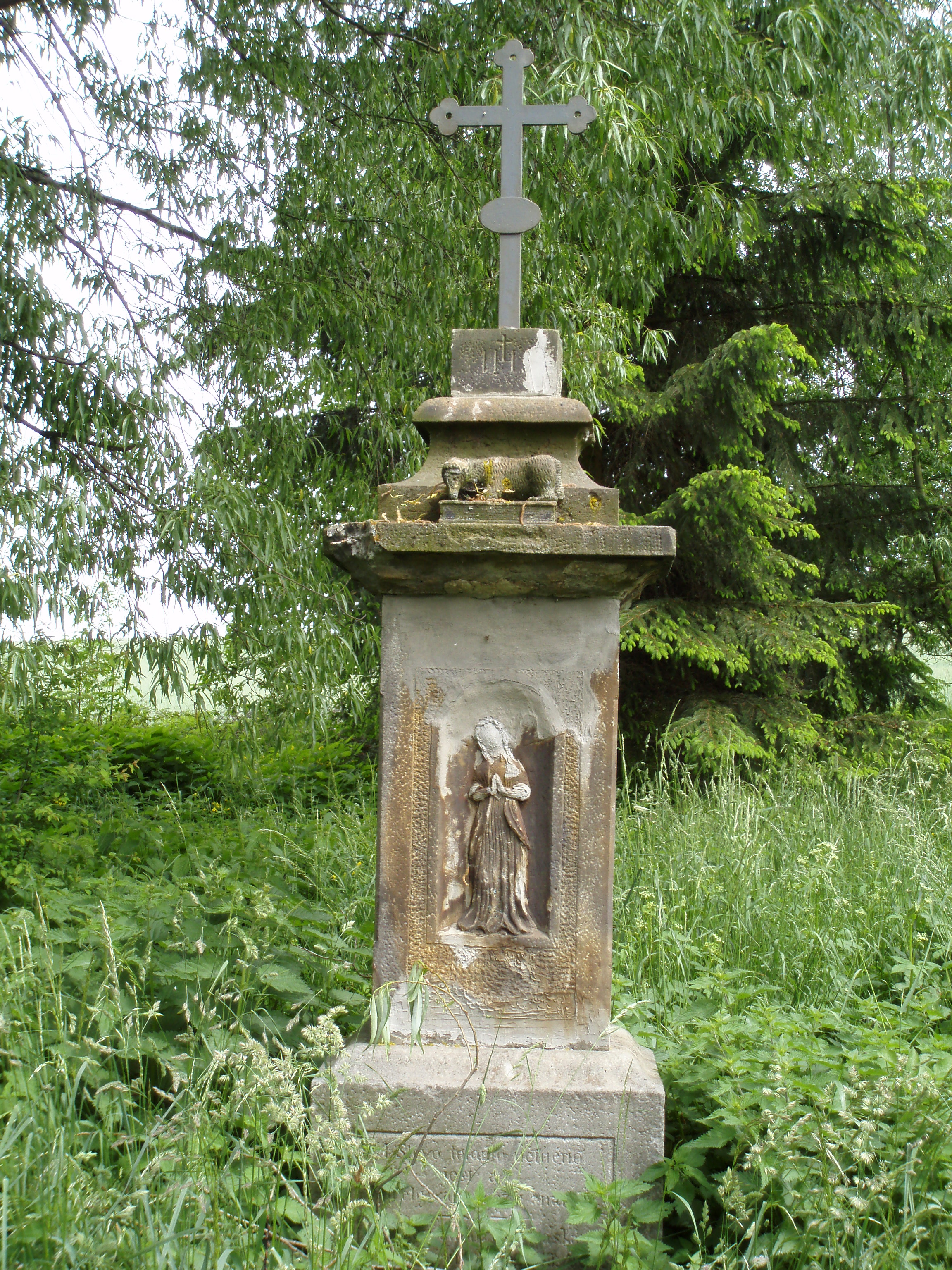
Krzyż u drogi do Brzic i Horziczek

W 1636 r. jako dar otrzymuje majątek smirzicki z rąk cesarza Jan Matthias hrabia Gallas, który nie był bardzo zainteresowany zarządzaniem tych dóbr. W 1647 r. umiera i jego potomkowie są nieletni, dla tego majątkiem do 1659 r. zarządza Anna Maria Dorota, hrabina z Lodronu, wdowa po Janu Matthiasowi, i to wraz z opiekunami Wacławiem Michną z Vacínova oraz Mateuszem z Verneru.
W tym czasie jest sołtysem w Mezilečí Jakub Mertlík, któremu pomagali radni Matouš Tylš, Martin Bartoňů, Jan Vávrů, Jiřík Maták a Václav Horák. Wtedy było Mezilečí wsią, w której żyła większość niekatolików (w 1651 r. 96 z 106 mieszkańców Mezilečí). Sytuacja ta wywołała oburzenie na zamku w Smirzicach, ale nieporozumienia zostały rozwiane dzięki bardzo smakowitym pstrągom, których tutaj hodowano v wielu stawach (V Drahách, V Končinách a Pod Mačátky). W 1655 r. pojawił się ponadto nowy staw Kašna. Żaden z nich nie istnieje do dziś.
W 1661 r. są dobra smirzickie ponownie podzielone. Tym razem między synów Macieja Gallasa – Antoniego Pankraca oraz Franciszka Ferdynanda. Powstaje tak część hořiněveska i część smirzicka, do której należy także Mezilečí.
Antonín Pankrác Rudolf Gallas nie był dobrym gospodarzem, dlatego jego część została w 1685 r. sprzedana. Jej właścicielką została Isabella Magdalena z Porcie, hrabina z Šternberka. Ale już w następnym roku umiera i opiekuństwo nad nieletnim synem Janem Josefem ze Šternberka wziął jego wujek Václav Vojtěch ze Šternberka a na Zelené Hoře. W tym czasie pod groźbą wysokich kar pozwolono Mezilečí brać sól tylko z magazynu w Smirzicach, ale wieś wykupiła się z tego zobowiązania. Kosztowało to 2 kopy groszów czeskich rocznie.
W 1700 r. Jan Josef ze Šternberka wraz z żoną utonęli w Innu. Ze względu na nieletność dziedziców rządzi znów Václav Vojtěch ze Šternberka a na Zelené Hoře. Jego naśladowcami zostali František Leopold ze Šternberka i już dorosła Marie Terezie Violanta ze Šternberka, która umiera w 1761 r. i na jej miejsce przyszedł Jan Václav hrabia z Paaru.
W latach 1780 i 1790 kupił wszystkie majątki smirzickie cesarz Józef II. Od państwa ich w 1863 r. kupił w aukcji baron Jan starszy Liebig, który cały obszar industrializował. Lasy w Mezilečí zostały wielkim dostarcą drewna tartaku parowego w Smirzicach, który powstał w 1864 r.
Aż do 1848 r. do Mezilečí należała połowa dzisiejszej gminy Maršov u Úpice i w następnym roku została już w pełni niezależna gmina połącząna z Prorubami. Ich większa, niemiecka, część, postanowiła się w 1878 r. usamodzielnić pod nazwą Prohrub. Czeska część pozostała częścią gminy Mezilečí aż do 1 stycznia 1925 r., kiedy Proruby zostały gminą samodzielną.
Gmina zwróciła na siebie uwagę również historiami kryminalnymi, np. 31 maja 1848 został zaatakowany gospodarz Josef Bartoš, który został postrzelony, ale udało mu się uciec i wezwać pomoc Gwardii Narodowej z Horziczek. Jej interwencja oznaczała koniec rabującej bandy braci Jana i Josefa Špetlów, która była znana w całej okolicy. Choć interwencja ta została zakończona linczem obu braci.
W 1871 r. sprzedał Jan młodszy Liebig majątek ojca księciu Schaumburg-Lippe. Rodzinie Schaumburg-Lippe pozostały miejscowe grunty do powstania Czechosłowacji, kiedy ich przejąło państwo. Później władze podzieliły gruntami dworskimi okolicznych chłopów.
W 1877 r. gminy Mezilečí i Brzice żądają przenoszenie gmin tych z powiatu Dvůr Králové nad Labem do powiatu Česká Skalice, do czego później doszło.
Pod koniec XIX w. rozwija się gmina bardzo prędko. W 1893 r. zaczyna się historia miejscowej ochotniczej straży pożarnej. W tym samym czasie są v Mezilečí młyn „Na dráhách“, 2 gospody, 2 handlowcy z płótnem, 2 handlarzy, 1 stolarz, 1 bednarz, 1 szklarz i 1 kowal. W dodatku 29 czerwca 1910 zostało przeprowadzone pierwsze walne zgromadzenie spółdzielczej kasy oszczędnościowo-kredytowej Raiffeisenka pro Mezleč a okolí. Wiele ludzi było wtedy także członkami konkurencyjnej horziczskiej kasy Občanská záložna, która powstała już w 1885 r.
Jedynym poważnym problemem pozostały częste pożary, np. w dzień Wszystkich Świętych w 1901 r. wybuchł pożar w kamienicy A. Rejdáka i dzięki strażakóm z czeskich gmin Hořičky, Brzice, Světlá oraz niemieckiej gminy Prohrub nie rozprzestrzenił się do pobliskich budynków.
W marcu 1928 r. w ramach reformy rolnej kupiło miasto Jaroměř miejscowe nadleśnictwa Mezilečí oraz Komárov, w sumie 634 hektarów wartych 1 100 000 koron czechosłowackich.
Mrocznym okresem w dziejach gminy zostały lata obu wojen światowych. Tylko na frontach podczas I wojny światowej poległo 11 mieszkańców Mezilečí (František Borůvka, Ladislav Bureš, Adolf Hanuš, Vilém Chmelík, Karel Mertlík, Čeněk Rýdl, Jan Semerák, Josef Špelda, Josef Šrůtek, Josef Tylš, Vavřinec Tylš) oraz 2 mieszkańcy Posadova (Josef Celba, Karel Lukáš).

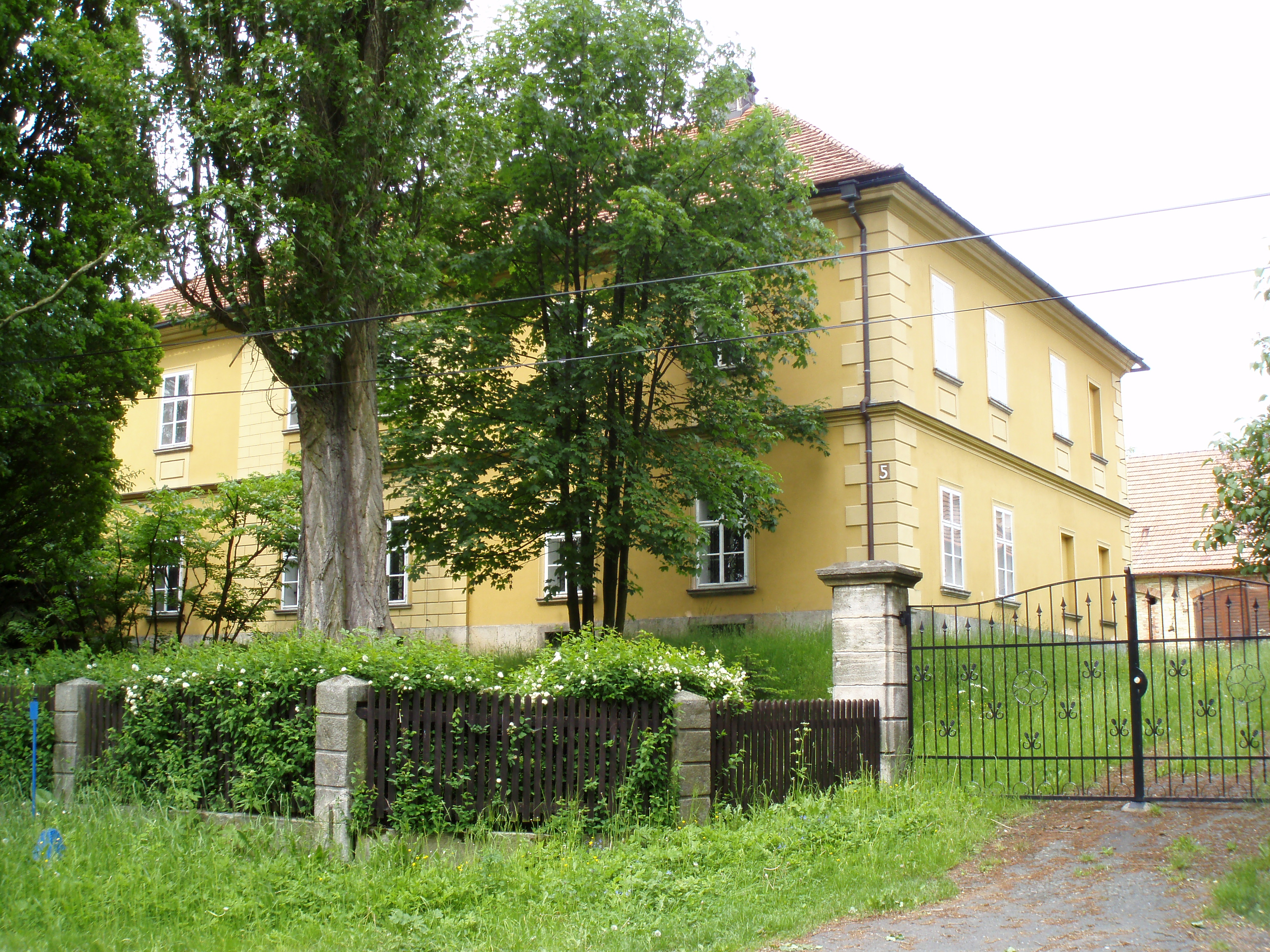
Dom nr 5

Po ukończeniu II wojny światowej wydawało się, że życie stopniowo wraca do normy, np. 10 marca 1946 w gospodzie Józefa Řezníčka odbyły się obchody rocznicy urodzin prezydenta T. G. Masaryka, zorganizowane przez lokalną organizację Czechosłowackiej Partii Ludowej. Jednak przyszedł luty 1948 i reżim komunistyczny. Już następny rok był ściśle związany z kolektywizacją oraz szukaniem wewnętrznych wrogów. 9 czerwca 1951 odbył się w Czeskiej Skalici publiczny proces, podczas którego stanął przed sądem miejscowy obszarnik i bogacz Jaroslav Berka i jego siostra Marta.
Samodzielność gminy trwa do 1 lipca 1985 r., kiedy gmina została połączona z gminą Hořičky. 1 września 1990 r. Mezilečí zostało odłączone od Horziczek wraz z Posadovem i od tej pory jest samodzielną gminą.

## Zabytki
- Dzwonnica drewniana z wieżą i dachem gontowym z 1808 r. (z 1958 r. narodowy zabytek kultury Republiki Czeskiej[20], rekonstrukcja w latach 1973 oraz 1999-2002)
- Kamienny krzyż przeciwko urzędu gminy z 1859 r.
- Kamienny krzyż przy drodze Mezilečí-Proruby z 1901 r.[21]
- Krzyż żelazny na kamiennym postumencie przy wejściu do dawnego młyna z 1780 r.[22]
- Krzyż żelazny na kamiennym postumencie przy drodze Mezilečí-Chlístov z 1864 r.[23]
- Kolumna z figurą Najświętszej Marii Panny z 1854 r. (rekonstrukcja w 2012 r.)
- Dom nr 5 z 1858 r.